# Kaple Panny Marie (Chomutov)
Kaple Panny Marie (též Vinohradská kaple) je římskokatolická kaple v Mostecké ulici v Chomutově. Postavena byla na konci sedmnáctého století z pozůstalosti městských radních umučených švédskými vojáky v Annabergu. Je chráněna jako kulturní památka ČR.

## Historie
Na konci třicetileté války, v letech 1645–1648, ve městě opakovaně tábořily oddíly švédské i císařské armády. Měšťané museli ubytované vojáky živit a navíc jim platit vysoké kontribuce. Švédští vojáci v té době odvedli dva městské radní, punčocháře Michaela Kreisigera a řezníka Schnabela, do svého tábora u saského Annabergu. Za jejich propuštění údajně požadovali výkupné ve výši 1 500 tolarů, které však zchudlé město nedokázalo uhradit. Oba radní proto byli umučeni. Z peněz získaných prodejem jejich pozůstalosti byla roku 1697 (nebo 1692) postavena vinohradská kaple a sousoší Sejmutí z kříže.

## Stavební podoba
Kaple má obdélný půdorys a bohatě členěné průčelí se segmentovým štítem. Na vrcholu štítu stojí socha archanděla Michaela. Další sochy svatého Josefa a svatého Jana Nepomuckého, které se ztratily po druhé světové válce, stávaly na hlavicích polosloupů po stranách průčelí. Nad vchodem se nachází kartuše s vyobrazením punčochy a dvojice seker, které byly znaky cechů unesených radních. V klenutém interiéru s výklenky v bočních zdech se dochoval původní oltář, kropenka a pokladnička.

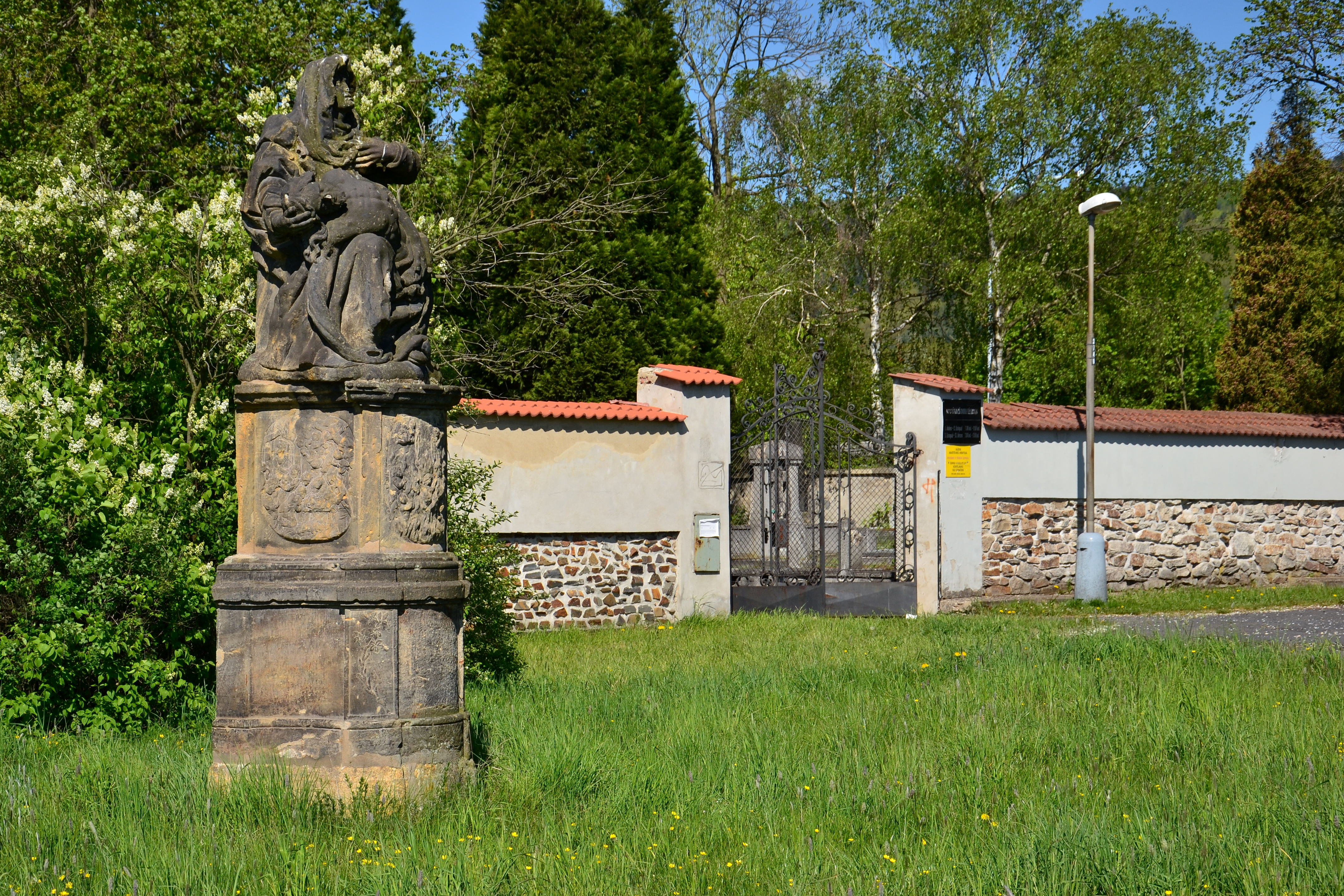
Sousoší Piety z roku 1725 přemístěné do Horní Vsi

Kaple ve druhé polovině dvacátého století chátrala. Významná rekonstrukce proběhla v roce 2015 a opravy interiéru byly provedeny v roce 2017.
U kaple stávalo památkově chráněné sousoší Piety z roku 1725, které bylo v roce 1977 přesunuto ke hřbitovu v Horní Vsi.